# Mabool
Mabool is het derde album van de Israëlische metalband Orphaned Land, uitgebracht in 2004 door Century Media. Er werd zes jaar aan het album gewerkt.

## Track listing
1. "Birth of the Three (The Unification)" – 6:57
2. "Ocean Land (The Revelation)" – 4:43
3. "The Kiss of Babylon (The Sins)" – 7:23
4. "A'salk" – 2:05
5. "Halo Dies (The Wrath of God)" – 7:29
6. "A Call to Awake (The Quest)" – 6:10
7. "Building the Ark" – 5:02
8. "Norra el Norra (Entering the Ark)" – 4:24
9. "The Calm Before the Flood" – 4:25
10. "Mabool (The Flood)" – 6:59
11. "The Storm Still Rages Inside" – 9:20
12. "Rainbow (The Resurrection)" – 3:01

## Band
- Kobi Farhi - zanger
- Yossi Sasi - gitarist
- Matti Svatitzki - gitarist
- Uri Zelcha - bassist
- Eden Rabin - toetsenist

Avi Diamond en Avi Agababa speelden de drums in voor dit album, terwijl Shlomit Levi Jemenitische zang bijdroeg.